# Hebron

Hebron (în ebraică:חברון Hevron, în arabă:الخليل - Al Halil sau Al Halil al Rahman - „Prietenul Celui Milostiv”) este un oraș în sudul Cisiordaniei, în Palestina istorică sau Eretz Israel, așezat în Munții Iudeei, la 35 km sud de Ierusalim. Localitatea se află la o altitudine de 927 m, în mijlocul zonei Muntelui Hebron, care este o parte a Munților Iudeei.
Orașul are o populație de 202.172 locuitori (2014).  După numărul de locuitori, Hebron este cel mai mare oraș din Cisiordania și al doilea oraș din așa numitele Teritorii Palestiniene, după Gaza. Majoritatea populației este formată din arabi palestinieni, orașul având în zilele noastre și o mică minoritate de 500-850 evrei israelieni care s-au așezat în jurul orașului vechi și în Otniel. 80% din oraș - sectorul numit H1-  face parte din zona C a Cisiordaniei, aflată sub administrația Autorității Naționale Palestiniene.  Restul de circa 20% a orașului, așa numitul sector H2, este o parte a zonei A a Cisiordaniei, administrată de Israel.
Hebron este unul din orașele cele mai vechi din Orientul Apropiat și din lume,care a fost locuit aproape fără oprire din vremurile antice. 
Pentru evrei este denumit „Orașul Patriarhilor”,deoarece aici, în Grota Macpela (Mearat Mahpelá) sau Peștera Patriarhilor sunt îngropați, după tradiția mozaică, patriarhii evrei Avraam,Isaac și Iacob, și soțiile lor respective, Sara, Rebeca și Lia. (Rahila este înmormântată în apropiere de Betleem.
În perioada biblică, Hebron a fost unul din cele mai mari orașe din Țara Israelului și chiar capitala regelui David în primii săi ani de domnie.
Hebron este considerat al doilea oraș sfânt al iudaismului, după Ierusalim. El este unul din cele patru orașe sfinte ale acestei religii (alături de Ierusalim, Safed și Tiberias), în care, în secolele al XVIII-lea-al XIX-lea, se concentra majoritatea populației evreiești din Palestina (HaYishuv Hayashan)
În religia islamică, care îi venerează pe Avraam (în arabă Ibrahim), Isaac (în arabă Ishak) și pe Iacob (în arabă Yakub) ca pe niște profeți ai islamului, se acordă, de asemenea, însemnătate mormintelor presupuse ale acestora.
Orașul se numește în arabă Al Halil, dupa porecla pe care o atribuie tradiția musulmană lui Avraam - Ibrahim, „prietenul lui Dumnezeu” - Halil Allah.
خليل الله  sau Halil al Rahman („prietenul Celui Milostiv”). Peștera Macpela este denumită de arabii musulmani Al Haram Al Ibrahimi  الحرم الإبراهيمي(Sanctuarul lui Ibrahim) și găzduiește un loc de rugăciuni. Hebron este sacru și pentru creștinism.
Hebronul este în zilele noastre un centru însemnat al comerțului din Cisiordania, responsabil pentru o treime din produsul domestic brut din Cisiordania, mai ales datorită comercializării marmurii de Hebron. De asemenea este cunoscut pentru producția sa de struguri, smochine, calcar, industria olăritului și a sticlei.Orașul este cunoscut și pentru combinatul său de produse lactate, Al Junaidi. El găzduiește, de asemenea, două instituții arabe de învățământ superior: Universitatea Hebron și Universitatea Politehnică a Palestinei. Orașul vechi este caracterizat de numeroase ulicioare, case de piatră cu acoperișul plat și vechile bazare. 
În imediata apropiere a Hebronului se află localitățile arabe ad-Dhahiriya, Dura și Yatta. Guvernoratul Hebron este are populația cea mai mare dintre guvernoratele din teritoriul Autorității Naționale Palestiniene: 600,364 locuitori (2010) 

## Numele
Numele ebraic Hebron (se citește Hevron) este legat de rădăcina semitică „hbr”  care se regăsește în cuvinte din limba ebraică (vezi havér = tovarăș, hevrá = societate, hibur = compunere, adunare)  și în cea a amoriților antici. Este posibil că la origine ar fi avut semnificația de „alianță”. Odată și arabii musulmani au numit orașul Habrun sau Habra.
Denumirea arabă Al Halil sau Al Khalil derivă dintr-un epitet coranic pentru Avraam (Ibrahim) Khalil al Rahman -إبراهيم خليل الرحمن (prieten al Celui Milostiv). Ea are deci, o înrudire cu numele ebraic legat de „tovărășie” sau „prietenie”.

## Istorie

### Perioada canaaneană și a dominației egiptene

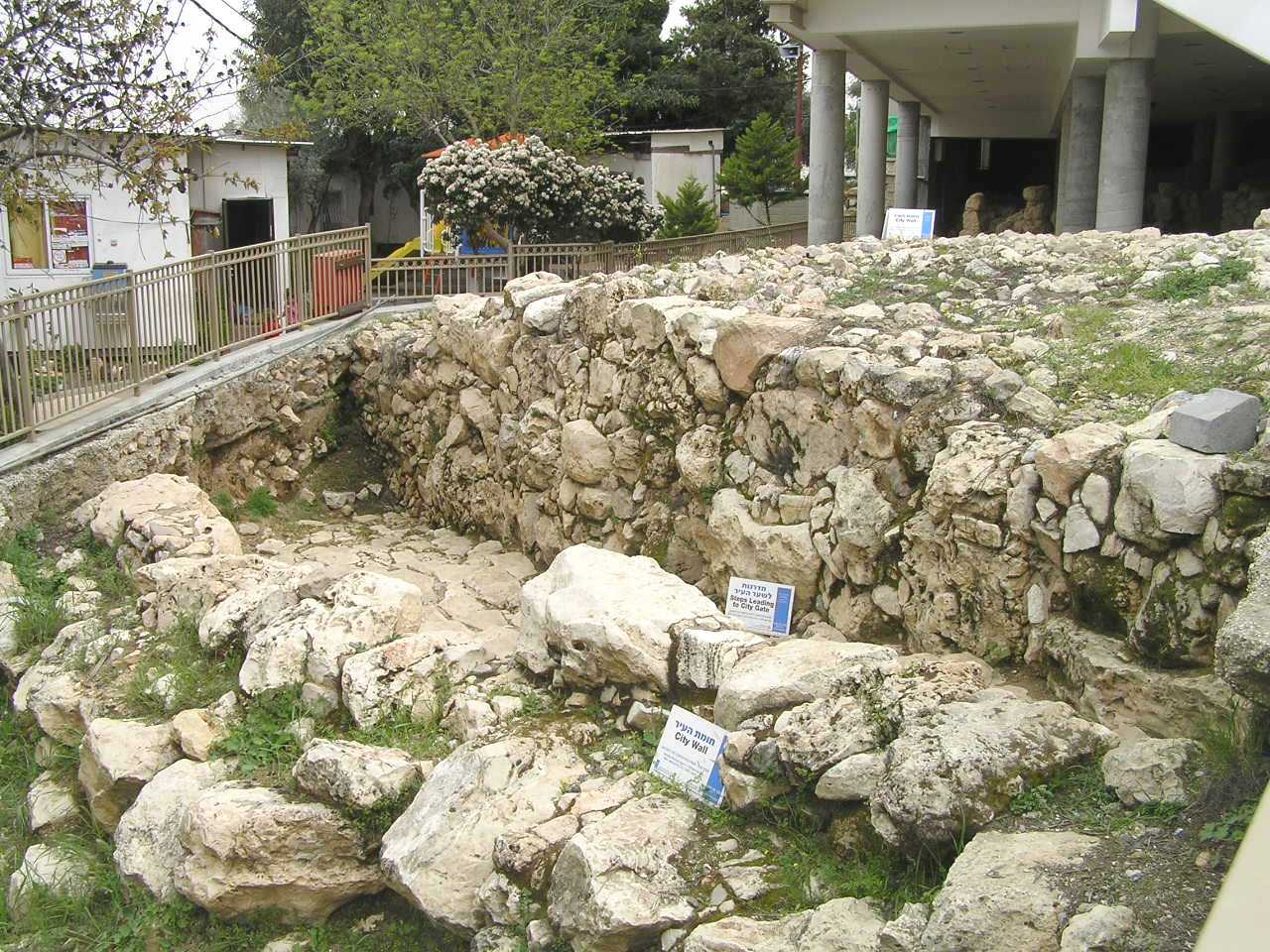
Excavații pe locul inițial al orașului antic Hebron la Tel Rumeida

Săpăturile arheologice au decelat urmele unor puternice fortificații datând din Epoca Bronzului timpuriu, acoperind circa 2,4-3 hectare în jurul colinei Tel Rumeida. Cetatea a înflorit în secolele al XVII-lea-al XVIII-lea î.Hr. înainte de a fi distrusă de un incendiu, și a fost repopulată în epoca Bronzului târziu.(Gibson). Acest Hebron străvechi a fost la origine un oraș-stat canaanean (Towner).Textul biblic îl atribuia hitiților. Albright îl credea capitala a lui Shuwardata din Gat, un conducător de origine presupusă indo-europeană contemporan cu Abdi Kheba, stăpânitorul Ierusalimului, deși dealurile Hebronului sunt aproape cu totul lipsite de așezări din Epoca Bronzului târziu. (Naaman). Tradiția abrahamică mai leagă locul și de nomazi și unii cercetători i-au atribuit o legătură cu Keniții. Aceștia ar fi ocupat orașul pentru multă vreme (Smith), Hever fiind un clan kenit (Kraeling). În povestirea invaziei triburilor ebraice , Hebron este menționat ca fiind unul din două centre controlate de canaaniți și conduse de cei trei fii ai lui Anak.(bney yelidey Haanak)(Naaman). Unii cercetători au văzut în acest nume o origine nesemitică, tradiție a unor presupuși mercenari filisteni sau huriți,care a fost ulterior înghițită de clanul vest semitic al lui Caleb (Kalev), care imigrase aici dinspre deșertul Neggev sau prezența unei migrații kenite sau kenizite dinspre Neghev. Pentru ei (Joseph Blenkinsopp) cuvinte legate de keniziți ar fi apropiate de limba hurită, de unde și presupunerea ca Anakiții ar fi fost niște huriți.În eposul biblic ei sunt considerat urmași ai Nefilimilor (Cartea lui Iosua 10:3, 5, 3-39; 12:10, 13).  
Cartea Facerii menționează că, inițial, Hebronul se numea Kiryat Arba sau „Cetatea celor Patru,” ceea ce ar fi putut însemna patru cupluri,  patru familii, patru triburi, patru dealuri etc 
Legenda cumpărării Peșterii Macpela de către Avraam (Avraham) de la hitiți constituie un element de bază în ceea ce a devenit ulterior atașamentul evreilor la țara Canaanului pe care au numit-o Țara lui Israel (Finkelstein, Silverman), ea semnificând o primă proprietate funciară a israeliților înainte de cucerirea țării sub conducerea lui Iosua. Prin așezarea sa la Hebron Avraam este descris ca legând prima sa alianță (Brit) cu două clanuri amorite locale, care au devenit aliații săi - baaley brit.(Elazar 1998, Cartea Facerii cap.23)

### Perioada evreiască antică - dominațiile babiloneană, persană și elenistică
Hebronul din epoca biblică se concentra în ceea se cunoaște în prezent ca Tel Rumeida, în vreme ce centrul său ritual se afla la Eloney Mamre.(Magen). Se povestește ca el a fost cucerit de la canaaniți ori de către Iosua, despre care se spune ca a șters de pe fața pământului pe toți locuitorii săi dinainte,
(„n-a lăsat pe nimeni să scape; cum făcuse cu Hebronul și cu regele lui și cum a făcut cu Libna și regele ei”,„n-a lăsat să scape nimeni, ci a omorât toată suflarea, cum poruncise Domnul Dumnezeul lui Israel.” Iosua 39-40)(Glick) ori de către tribul Iuda sau de către Caleb.(Gottwald): anumite cuceriri atribuite lui Iosua sunt în alt loc atribuite unui trib sau unor clanuri.În cazul Hebronului, în Cartea lui Iosua Navi cucerirea lui este atribuită lui Iosua însuși, (Iosua 10:36-37,) în timp ce în Cartea Judecătorilor (1:10) i se datorează tribului Iuda , iar in Cartea Judecătorilor 1:20 și în Iosua 14:13-14,15:13-14 - lui Caleb.  
Orașul însuși, cu câteva pășuni adiacente, a fost alocat lui Caleb (Iosua 21:3-12, Cronici 6:54-56), care i-a izgonit pe cei trei uriași - Sheshai, Ahiman și Talmai - care conduceau cetatea.
Mai târziu, povestirea biblică îl arată pe regele David domnind la Hebron vreme de circa șapte ani. Aici au venit la el bătrânii Israelului pentru ca el să lege o alianță în fața lui Elohim și să-l ungă rege al Israelului (unit) (Gottwald, citând pe Samuel II sau Cartea Regilor 2, 5:3)
Tot la Hebron s-a proclamat rege Absalom, ridicând steagul revoltei contra tatălui său David (Samuel II, 15:7-10 
Orașul a devenit unul din principalele centre ale regatului Iudeei fiind inclus între cele șase orașe tradiționale de azil sau refugiu.(Japhet)(Iosua cap.20,1-7)
Așa cum a arătat descoperirea de sigilii antice la Lahish cu inscripția lmlk Hebron (regelui Hebronului), Hebron a continuat să fie un centru economic însemnat, datorită poziției sale geografice la intersecția drumurilor - de la Marea Moartă către răsărit, de la Ierusalim spre nord, spre Neggev și Egipt spre sud, și spre Câmpia Shefela spre vest. Fiind situat pe căi comerciale însemnate cum ar fi Calea Patriarhilor, Hebronul a rămas în această perioadă  dependent administrativ și politic de Ierusalim.(Jericke)
După distrugerea Primului Templu, numeroși locuitori evrei din Hebron au fost,se pare,deportați în exilul babilonean.(Carter). O parte s-ar fi întors după cucerirea persană (538 î.Hr.) (Nehemia 11:25). În perioada elenistică s-au găsit aici morminte grecești cu menționarea zeului edomit Kos, localitatea cunoscând o influență edomită. Edomiții sau idumeii,probabil sub presiunea nabateenilor, au înaintat prin Neghev până în sudul Iudeei, și au dominat la un moment dat HebronulDupă unii cercetători Hebronul ar fi fost chiar inclus în provincia vecină Idumea (Edom) (Jericke, Magen). În cursul Revoltei Macabeilor în anul 167 î.Hr. orașul a fost ocupat de Iuda Macabeul, care i-a izgonit pe edomiți, i-a dărâmat fortificațiile și incendiat turnurile .Se pare că orașul a mai rezistat dominației Dinastiei Hasmoneene și mai târziu. Încă în vremea Războiului Iudeilor ar mai fi avut un caracter edomit.În vremea regelui Ioan Hyrcan majoritatea edomiților a fost silită să se converteasca la iudaism.

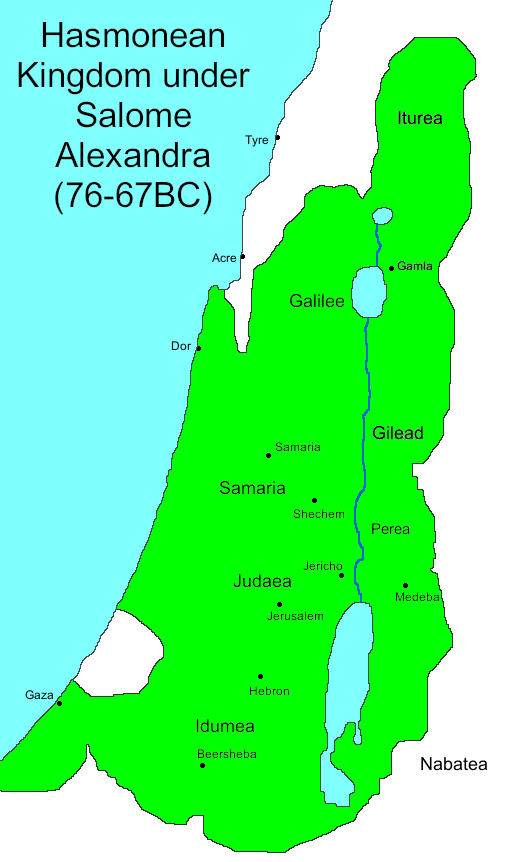
Hebron în Regatul Iudeei sub dinastia Hasmoneilor

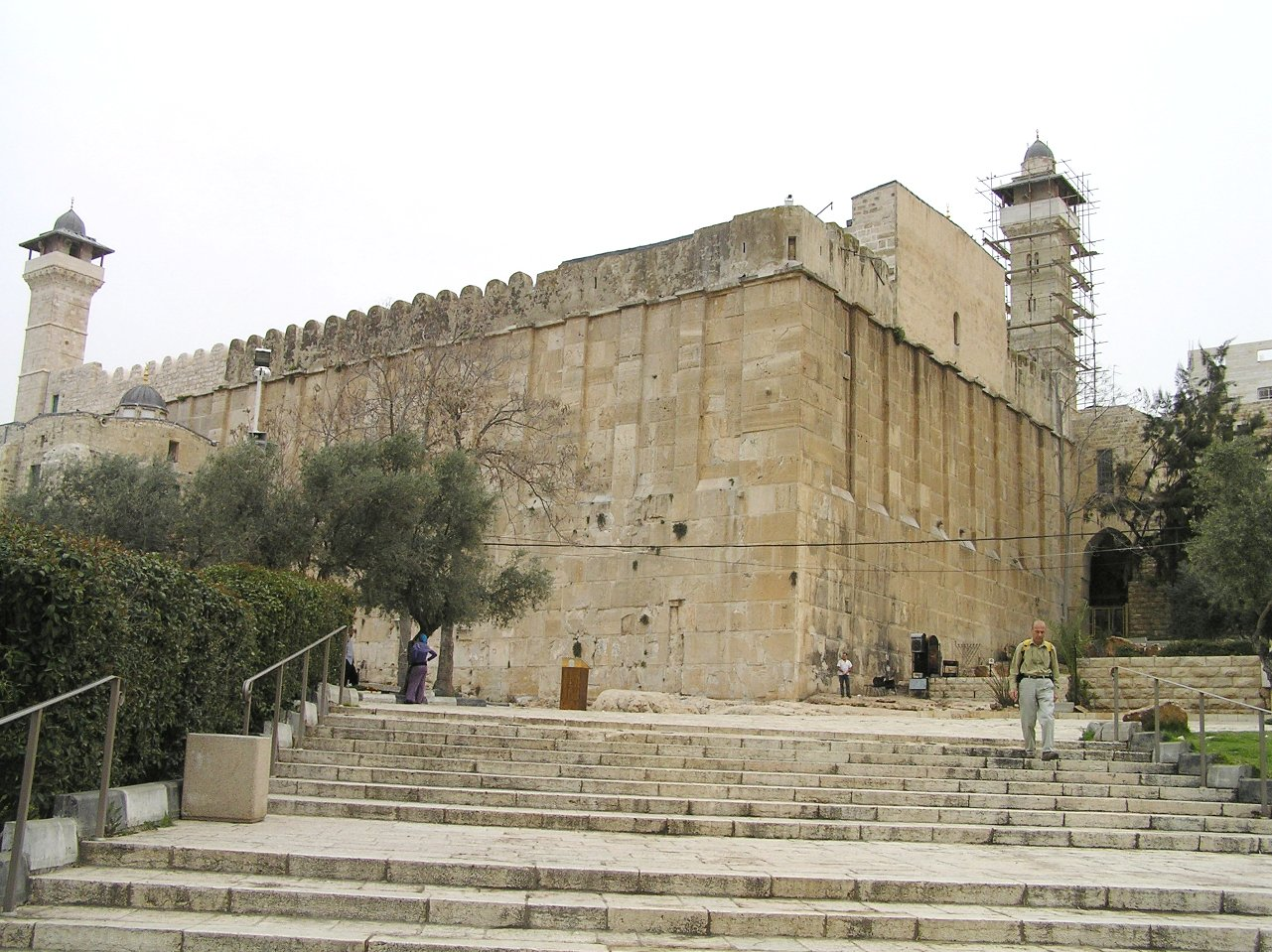
Sanctuarul Patriarhilor la Hebron

Actuala așezare în vale a centrului orașului Hebron datează din epoca romană. Irod cel Mare, de origine edomită, ajuns rege al Iudeei, a zidit zidul care înconjoară încă în zilele noastre sanctuarul Peșterii Patriarhilor. Este posibil ca Irod a fost și cel dintâi ctitor al acestui sanctuar. Tot lui i se poate atribui și clădirea numită Ramat Al Khalil de la Mamre 
În zilele Războiului Iudeilor (Primul război iudeo-roman) orașul a fost capturat fără vărsare de sânge și prădat de luptătorii lui Shimon Bar Giora, conducător al sicarilor. Apoi a fost pustiit de romani sub conducerea lui Sextus Vettulenus Cerealis. Romanii au masacrat populația și au dat foc caselor După înfrângerea lui Shimon Bar Kohba în anul 135 d.Hr. un mare număr de prizonieri evrei au fost vânduți ca robi pe piața de sclavi de la Mamre, la Hebron.(Schurer,Millar, Vermes 1973, cit Ieronim in Zachariam 11:5, in Hieremiam 6:18. Chronicon paschale, in Hezser 1006)

### Perioada romano-bizantină
Ulterior orașul a fost parte a Imperiului Roman de Răsărit sau Bizantin în cadrul provinciei Palaestina Prima  din Dioceza Estului. 
În secolul al V-lea împăratul Iustinian I a ridicat deasupra Peșterii Macpela o biserică creștină, pe care a distrus-o generalul persan Sahrabaz în cursul ocupației scurte a țării de către Imperiul Sasanid în anul 614, sub domnia lui Khosrau al II-lea.(Norwich). Sub bizantini stabilirea de evrei la Hebron a fost interzisă (Scharfstein). Persanii au distrus numai biserica, prezervând sanctuarul peșterii, ca semn de bunăvoință fata de evrei, despre care se spune că ar fi avut o prezență importantă în armata sasanidă.(Salaville 1910)

### Perioada califatelor arabe
Se pare că Hebronul a fost una din ultimele localități care au fost cucerite de arabi în secolul al VII-lea, fără a se lovi de rezistență, și de aceea el nu este menționat în niciuna din povestirile tradiției cuceritorilor arabi. . 
Tradiția musulmană atribuie lui Solomon construirea sanctuarului (Hayyez, ulterior Maqam) Patriarhilor. După ce a luat orașul, cuceritorul Ierusalimului, califul Omar ibn Al Khattab a dat voie evreilor să se întoarcă și să construiască o mică sinagogă în perimetrul sanctuarului herodian și să aibă în apropiere un loc de înmormântare. Surse caraite vorbesc de prezența permanentă la Hebron a unui paznic evreu al Peșterii patriarhilor. În oraș s-a stabilit în vremea aceea Tamim al-Dari, sahaba  (companion) al profetului Mohamed.  
Odată cu începutul dominației califatului arab (rashidian) în Hebron în anul 638, musulmanii au transformat biserica bizantină de pe mormântul lui Avraam, în moschee. Orașul a devenit o importantă stație de caravană pe drumul spre Egipt precum și un caravanserai pentru pelerinii care în fiecare an porneau din Damasc la drumul spre Mecca. S-a dezvoltat și comerțul cu beduinii din Neghev (al Naqab) și cu locuitorii de la estul Mării Morții (Bahr Lut) . După  mărturia lui Anton Kisa, evrei din Hebron și din Tir ar fi fondat industria sticlei la Veneția în secolul al IX-lea.
Înainte de secolul al X-lea Hebronul nu era considerat un oraș remarcabil și el nu  a fost pomenit în literatura musulmană din această perioadă.
Geograful local Al-Muqaddasi îl descria așa în anul 985:
„Habra este orășelul lui Ibrahim; se află acolo o fortăreață uriașă, zidită, se zice, de către duhuri, din pietre mari și sculptate.În mijlocul ei este o cupolă de piatră, ridicată în vremea islamică, și care acoperă mormântul lui Avraam (Ibrahim). Mormântul lui Isaac (Iskhak) se află mai în față, în Mughatta - clădirea principală a moscheii, iar cel al lui Iacob (Yakub) în spate; în dreptul fiecăruia dintre profeți este îngropată soața lui. Incinta (Hayyez) a fost preschimbată în moschee (Masjed), iar în jurul lui s-au clădit case pentru tihna pelerinilor. Construcțiile îi sunt adiacente din toate părțile. Locuitorii sunt primesc apă printr-un mic canal. De jur împrejurul orașului, pe o suprafață de jumătate zi de arătura, în toate direcțiile, se află un șir neîntrerupt de sate, livezi, vii și plantații de meri,  Jabal Habra și produce roade de mare preț.. Cea mai mare parte a roadelor sunt trimise în Egipt”
„La Hebron se ține fără oprire o masă deschisă pentru public, având bucătari, un brutari și ospătari care lucrează permanent. Fiecare oaspete sărman este servit cu linte fiartă în ulei de măsline, la fel și cei cu stare, dacă vor.”
 
Obiceiul acesta de ospitalitate cunoscut sub numele de „Masa lui Avraam” (Simat Al Khalil) era similar celui stabilit de către califii fatimizi, însă la Hebron el și-a găsit expresia cea mai vestită.. Printre cei mai vestiți donatori in evul mediu pentru pelerinii la Hebron s-au numărat Emirul Horasanului,care a dăruit în acest scop o mie de dirhami pe an,și al Shar al Adil.
Călătorul persan Nasir-i-Khusraw care a vizitat Hebronul în anul 1047 menționează în cartea sa „Safarname” că foarte multe sate furnizau Sanctuarului donații în scopuri pioase. Într-unul din sate exista un izvor, care tâșnește de sub o piatră, dar nu foarte abundent; apa sa este condusă printr-un canal, amenajat în pământ, până la un loc în afara orașului, unde ea este colectată într-un rezervor...Sanctuarul (Mashad) se ridică la limita de sud a orașului... este închis între patru ziduri. Mihrabul (nișa)  și Maksura (spațiul închis pentru rugăciunile de vineri) se află în clădirea de la capătul de sud. În Maksura se află mai multe Mihraburi frumoase.   
Mai departe Nasir-i Khusraw scria că La Hebron se crește mai ales orz, grâul fiind rar, în schimb ,măslinele sunt din belșug. Oaspeții sunt cinstiți cu pâine și măsline. Exista aici mai multe mori, care lucrează cu ajutorul boilor și catârilor, care macină îndelung făina. Niște fete lucrează toată ziua la coptul pâinilor. Pâinile sunt de circa trei livre, și fiecare persoană care sosește, primește câte una pe zi, precum și o mâncare de linte, gătită în ulei de măsline, de asemenea ceva stafide.... în unele zile vin cinci sute de pelerini, și toți se bucură de această ospitalitate. 
Documente din Geniza din Cairo din aceasta perioadă vorbesc numai de „mormintele patriarhilor” și revelează ca la Hebron exista o comunitate evreiască organizată, care își avea sinagoga lângă morminte, și se ocupa cu găzduirea de pelerini și negustori evrei. Pentru scurte perioade orașul a fost sub controlul mai multor dinastii musulmane domnitoare în Egipt - Tulunizii (868-905) Ikhshidizii (935-969), Fatimizii (973-1171),și turcii Selgiucizi.
În vremea Imperiului Selgiukid în fruntea comunității stătea Saadia ben Avraham ben Nathan, care era cunoscut ca „prietenul”  (haver al) Mormintelor patriarhilor

### Perioada cruciaților
Califatul fatimid a stăpânit în regiune până în 1099, când Hebronul a fost cucerit de cruciații lui Godefroy de Bouillon și a fost botezat „Castellion Saint Abraham” sau „Saint Abraham de Bron”. Orașul a devenit centrul administrativ al districtului sudic al Regatului Ierusalimului și a fost dat în stăpânirea lui Gerard d'Avesnes. Gerard d'Avesnes era un cavaler originar din Hainaut care a fost luat prizonier de către musulmani la Arsuf, la nord de Jaffa, a fost rănit, apoi, chiar de către luptătorii lui Godefroy în timpul asediului Jaffei, iar mai târziu a fost pus în libertate de către musulmani ca un gest de bunăvoință față de Godefroy. Cruciații au transformat moscheea și sinagoga din Hebron în biserică.     
În anul 1106 egiptenii au lansat un raid in sudul Palestinei și în anul următor aproape că au cucerit Hebronul. Baudouin I, regele Ierusalimului, a condus personal apărarea și apoi contraatacul împotriva musulmanilor. În anul 1113, după spusele lui Ali din Herat (cronicar din anul 1173) ,în timpul domniei lui Balduin al II-lea o parte care acoperea peștera lui Avraam s-a prăbușit și un număr de „Franci” au pătruns în ea. Ei ar fi văzut rămășițele pământești ale lui Avraam, Isaac și Iacob. ale căror giulgiuri se rupseseră cu totul. Regele le-a furnizat giulgiuri noi și a renovat locul. O informație similară o dă Ibn at-Athir în cronica sa despre anul 1119.
„În acel an a fost deschis mormântul lui Avraam și al celor doi urmași ai săi, Isaac și Iacob... Mulți au văzut pe patriarhi. Membrele lor erau neatinse și lângă ele se aflau lămpi de aur si de argint”. Și istoricul Ibn al-Qalanisi din Damasc a pomenit în cronica lui de descoperirea moaștelor atribuite lui Avraam, Isaac și Iacob, eveniment care a produs senzație în rândurile tuturor celor trei comunități din Palestina, musulmană, evreiască și creștină.
Spre finele perioadei cruciate, în anul 1166 sanctuarul Patriarhilor a fost vizitat și de către Maimonide, Rabbi Moshe ben Maimon. El a notat:
„Duminica 9 Marheshvan (17 octombrie) am părăsit Ierusalimul pentru a pleca la Hebron ca să sărut mormintele patriarhilor în Peșteră. Am stat în acea zi în peșteră și m-am rugat, slavă Domnului, mulțumind pentru toate”
Ca domeniu regal Hebron a fost predat în anul 1161 în mâinile lui Philippe de Milly, fiind alipit senioriei Transiordaniei. În 1167-1168  a fost numit un episcop al orașului și în partea de sud a Sanctuarului Patriarhilor s-a clădit o nouă catedrală catolică a Sfântului Avraam. (Locul era supanumit și Peștera Sfântă - Sancta Caverna sau Sancta Spelunca, în greacă „ageion spelaion” )       
În 1170 localitatea a fost vizitat de călătorul evreu Beniamin din Tudela (Binyamin MiTudela), care a cunoscut-o și sub noul ei nume francez, Saint Abram de Bron. Beniamin din Tudela relata în jurnalul său:   
„ Există aici o biserică mare numită Sfântul Abram , pe locul unde în vremea stăpânirii mahomedane a fost un loc de cult evreiesc, dar neevreii au clădit acolo șase morminte, denumite respectiv ale lui Avraam și Sara, ale lui Isaac și Rebeca și ale lui Iacob și Lea. Custozii le povestesc pelerinilor că acestea sunt mormintele Patriarhilor și primesc de la ei bani pentru această informație. Dacă, în schimb, vine un evreu și le dă o răsplată deosebită, custodele îi deschide o poartă de fier, care fusese construită de înaintașii noștri, și atunci el poate să coboare pe niște trepte, ținând în mână o lumânare aprinsă. El ajunge atunci la o peșteră,în care nu se găsește nimic, apoi la încă o peșteră, goală și ea, iar apoi ajunge la o a treia peșteră, in care se află șase morminte , cele ale lui Avraam, Isaac și Iacob, iar in fata lor cele ale lui Sara, Rebeca și Lea.... O făclie este în permanență aprinsă lângă mormintele din peșteră”

### Perioada sultanilor ayubizi și mameluci
În fruntea oștilor musulmane comandantul kurd Salah ad Din (Saladin) a cucerit Hebronul în anul 1187. Și în acest caz unele tradiții creștine mănăstirești atribuie evreilor din oraș o colaborare cu asediatorii musulmani, descrisă în mod identic cu cea din vremea califului Omar.  
Numele orașului devine iar Al Halil. Din aceasta perioadă, se menționează prezența unui cartier kurd care a dăinuit până la începutul epocii otomane.
Pentru scurt timp localitatea cade în mâinile lui Richard Inimă de Leu. Mai apoi alt Richard, conte de Cornwall, încearcă să medieze în conflictul dintre Cavalerii Opistalieri (Ioaniți) și Cavalerii Templieri deorece rivalitatea lor punea in pericol stabilitatea în regiune, asigurata prin tratatele cu sultanul egiptean As Salih Ayyub. Dar, la scurtă vreme după plecarea lui, conflictul a reizbucnit și în anul 1241 Templierii au dat năvală în Hebronul, populat de musulmani, violând acordurile și producând numeroase daune. 
Anul 1244 a fost martor raidurilor mongolilor horezmieni în Palestina. Ei au lăsat orașul în ruine, dar au lăsat Sanctuarul Patriarhilor neatins.
Ei au fost în cele din urma izgoniți de către sultanul mameluc Baybars I.În anul 1260 el a înălțat un minaret deasupra Sanctuarului.  După 6 ani, făcând un pelerinaj în oraș, Baybars a poruncit să se interzică creștinilor  și evreilor accesul la sanctuar. Atmosfera generală a devenit în acel timp mai puțin tolerantă față de creștini și evrei decât în timpul Ayubizilor. Edictul acesta de excludere a nemusulmanilor a fost aplicat, nu totdeauna cu consecvență, până la mijlocul secolului al XIV-lea, pe la 1490 chiar și musulmanilor fiindu-le interzis să intre în grotele subterane.

### Perioada otomană

#### Perioada otomană timpurie
Expansiunea Imperiului Otoman de-a lungul coastei de sud-est a Mediteranei în timpul domniei sultanului Selim I Yavuz,a coincis cu instituirea în Spania de către Regii catolici a comisiilor  Inchiziției care au pus capăt secolelor de „convivencia” dintre creștini și evrei. Ca urmare a expulzării evreilor din Spania și Portugalia ,numerosi evrei spanioli și portughezi, cunoscuți sub denumirea de evrei sefarzi, au emigrat intre  altele, în provincii otomane, inclusiv în Palestina, pentru evrei Țara Sfântă sau Țara Israelului. Un număr de renumiți cabaliști evrei s-au stabilit la Hebron.În urmatoarele doua secole s-a produs și o migrație semnificativă de familii tribale beduine din Peninsula Arabică spre Palestina. Multe din ele s-au așezat în trei sate diferite din Wadi Al Khalil (Depresiunea Al Halil) și urmașii lor au format cu timpul majoritatea populației orașului Hebron. Comunitatea evreiască a numărat în cursul secolului al XVI-lea circa 8-10 familii și în prima jumătate a  acestui secol ea a suferit grave probleme financiare. 
În 1538-1539 sunt înregistrate în oraș 20 case evreiești, în 1553-1554 numai 8, în 1562 și în 1596-1597 - 11. S-ar putea ca registrele „tahrir” să subevalueze numărul locuitorilor evrei.(Moshe Gil). În anul 1540 renumitul cabalist Malkiel Ashkenazi a cumpărat de la karaiții din oraș o curte în care a construit sinagoga Avrahama Avinu .În 1659 Avraham Pereyra din Amsterdam a întemeiat la Hebron ieșiva „Hessed Avraham” care a ajuns să atragă numeroși școlari.La începutul veacului al XVIII-lea comunitatea evreilor din Hebron suferea de numeroase datorii, care practic se cvadruplaseră între anii 1717 - 1729.(de la 12,000 la 46,000 kuruș). Ei erau supuși jugului unor impozite excesive din partea pașalelor turcești. În 1770 au sărit în ajutorul lor un număr de evrei nord-americani. În 1803 rabini și alți conducători ai obștei au fost aruncați în închisoare pentru neplata datoriilor. În 1807 comunitatea a găsit totuși, banii necesari pentru a cumpăra un teren de 0,5 hectare pe locul unde se află astăzi piața comercială a orașului
Sub stăpânirea turcească, sanctuarul patriarhilor, care se afla într-o stare deplorabilă, a fost restaurat, recăpătând o înfățișare impunătoare. Ali Bey, unul din puținii străini, care au reușit să se strecoare în cetate, a raportat în anul 1807:  
„Toate mormintele patriarhilor sunt acoperite cu covoare din mătase verde, brodate cu măestrie cu aur; cele ale femeilor patriarhilor sunt roșii și sunt brodate în mod asemănător.Sultanii din Constantinopol furnizează aceste covoare, ele fiind schimbate din când în când. Deasupra mormântului lui Avraam, Ali Bey a numărat nouă covoare suprapuse.”
În timpul stăpânirii turcești, Hebronul a devenit faimos prin industria sa de sticlă, stimulată de aportul de materii prime minerale aduse de beduini de la Marea Moartă. Sticlăriile arabilor din Hebron sunt amintite în cărțile călătorilor din Vest care au vizitat Palestina în cursul secolului al XIX-lea.
Ulrich Jasper Seetzen, de pildă, a notat pe la 1808-1809 ca în acei ani circa 150 persoane lucrau în atelierele de sticlă din oraș, care se foloseau de 26 de cuptoare.În 1844 Robert Sears scria ca 400 familii arabe din Hebron fabricau lămpi de sticlă, care erau exportate în Egipt. Mărfuri se găseau din belșug și se vindeau într-un număr considerabil de prăvălii. Pe la începutul veacului musafirii au remarcat și agricultura prosperă a Hebronului.
În afară de sticlă, Hebronul era un mare exportator de dibse, zahăr din struguri, provenit din vestitul soi de struguri Dabuke, caracteristic zonei.

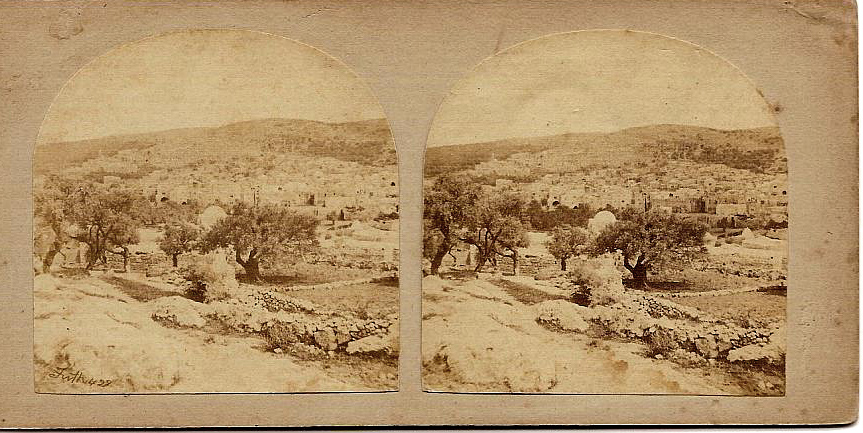
Imagini din nordul Hebronului de la mijlocul secolului al XIX-lea, două fotografii de Francis Frith

#### Răscoala țărănească
În aprilie 1834, când Ibrahim Pașa, venit din Egipt, anunțase că  va recruta oșteni dintre musulmanii locali, a izbucnit în regiune o răscoală țărănească, cunoscută ca „Răscoala țăranească din Siria” (deoarece în tradiția arabă multă vreme Palestina era considerată partea de sud a Siriei). Hebronul, sub conducerea nazirului Abd ar-Rahman Amr, a refuzat să furnizeze cota de recruți  cerută de egipteni, și drept urmare, a suferit o represiune sângeroasă. Ibrahim pașa a asediat cetatea, și când aceasta a fost nevoită să  depună armele la 4 august, a suferit numeroase violențe și jafuri.
S-a apreciat ca circa 500 din locuitorii musulmani au pierit în apărarea orașului, iar alți 750 au fost luați la oaste cu forța. 120 tineri au fost răpiți și puși la dispoziția ofițerilor egipteni. Majoritatea locuitorilor au fugit din timp în dealurile din jur. Mulți dintre evrei au fugit la Ierusalim, dar în timpul jafului orașului, cel puțin cinci evrei au fost omorâți. 
În 1839 populația totală a orașului era estimată la vreo 10,000. Odată cu căderea administrației lui Ibrahim pașa în 1841, șeful local Abd ar-Rahman Amr a reluat în mâinile sale frânele puterii în oraș ca șeic al Hebronului. Din cauza taxelor exorbitante în bani peșin pe care le-a impus, majoritatea evreilor din Hebron au părăsit localitatea si s-au stabilit la Ierusalim. În 1846 guvernatorul otoman (serasker) al Ierusalimului, Kıbrıslı Mehmed Emin Pasha, a organizat o campanie militară împotriva șeicilor rebeli ai Hebronului. Soldații săi au primit permisiunea să jefuiască și ei orașul.  
Se zvonea ca de fapt, el l-ar fi protejat în taină pe Abd ar-Rahman. Totuși, acesta din urmă, împreună cu alți conducători locali (ca de exemplu Muslih al-'Azza din Beit Jibrin) a fost surghiunit, dar prin 1848 s-a putut întoarce în zona Hebronului.

#### Perioada otomană târzie
În anii 1850 minoritatea evreiască din Hebron număra 45-50 familii de evrei sefarzi, din care 40 născute în oraș, precum și o comunitate de evrei așkenazi de circa 50 familii, venite mai ales din regiunile poloneze și Imperiul Rus cu 30 ani în urmă. Hasidimi din mișcarea religioasă Habad au venit la Hebron începând din 1823. Represiunea lui Ibrahim pasa a lovit pentru o vreme industria sticlei, iar planul sau de a construi o flotă în Mediterană, a păgubit pădurile Hebronului, făcând și ca lemnul pentru cuptoare să devină mai greu de găsit.     
Economia orașului a mai decăzut și din pricina unor factori suplimentari:Egiptul a început să importe sticlă mai ieftină din Europa, drumul pelerinilor musulmani spre Mecca de la Damasc prin Transiordania a redus importanța Hebronului ca stație de pelerinaj, iar Canalul de Suez (1869) a lovit în comerțul prin caravane.    
În a doua jumătate a secolului al XIX-lea orașul era împărțit în patru cartiere:Cartierul vechi (Harat al-Kadim), în preajma Peșterii Macpela,la sud de el Cartierul negustorilor de mătase (Harat al-Kazaz), locuit de evrei, apoi la nord-vest Cartierul Șeicului  (Harat ash Ash-Sheikh) iar mai departe, la nord Cartierul cel dens (Harat al-Harba).Wilson a menționat o altă distribuție de cartiere:Cartierul Porții Mănăstirii (Harat Bab al-Zawiye), Cartierul Sanctuarului (Harat al-Haram) la sud-est. În 1855 noul guvernator otoman al sangeacului Ierusalim  Kıbrıslı Mehmed Kamil Pașa a încercat să pacifice spiritul rebel al Hebronului. În fruntea unei trupe de soldați a mărșăluit spre Hebron în iulie 1855, însoțit de delegați străini din Anglia, Franța și de la alte consulate, care să servească drept martori. După ce a reprimat rezistența, Kamil Pașa a numit pe Salama Amr, fratele și rivalul de temut al lui Abd ar Rahman Amr, ca „nazir” al regiunii Hebron. În următorii 4 ani a domnit în oraș o liniște relativă.
Prin 1866 și-au făcut apariția în oraș și un grup de hasidim evrei din dinastia Karlin din regatul Ungariei. 
Relațiile dintre arabi și minoritatea evreiască deveniseră în acea vreme relativ bune, iar un evreu, Alter Rivlin, vorbitor de arabă și de neo-arameică, devenise la un moment dat membru în consiliul primăriei.
Seceta din anii 1869-1871  a dus la reducerea surselor de hrană, și la scumpirea alimentelor existente. Ploile din 1871 încă nu au reușit să normalizeze situația, țăranii neavând semințe de semănat. Și evreii au fost nevoiți să împrumute bani de la vecinii de alte confesiuni, la dobânzi ridicate, pentru a putea cumpăra grâul necesar. Conducătorii lor au decis să trimeată în Egipt pe rabinul lor șef, Eliahu Suleiman Mani, pentru a obține ajutoare.
Din 1874 districtul Hebron ca parte a Sangeacului Ierusalim a intrat sub administrație directă de la Istanbul.

## Vezi și

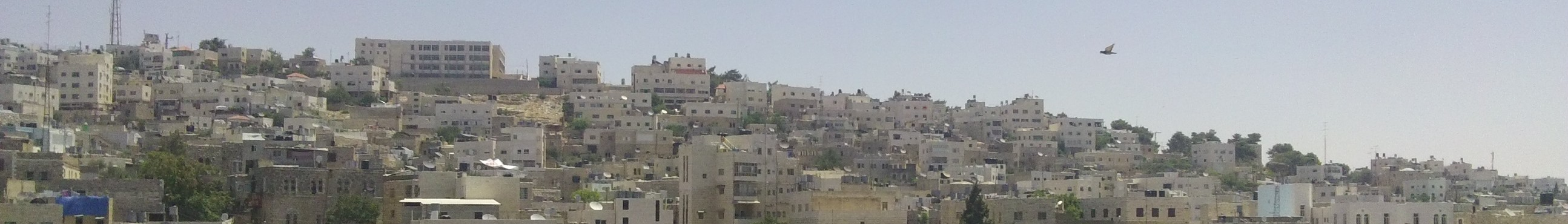
Vedere din Hebron